# Вдовичка райська
Вдовичка райська (Vidua paradisaea) — вид горобцеподібних птахів родини вдовичкових (Viduidae).

## Поширення
Вид поширений у Східній та Південній Африці від Ефіопії на південь до ПАР та на захід до Анголи. Живе в акацієвих саванах та рідколіссі міомбо.

## Опис
Дрібний птах, завдовжки 13-14 см, вагою 18-24 г. Це стрункий на вигляд птах, із закругленою головою, міцним і конічним дзьобом, загостреними крилами та хвостом з квадратним закінченням. У самців голова, горло, центральна частина грудей, спина, крила та хвіст чорні. У шлюбний період дві пір'їни хвоста стають довгими та широкими із загостеним кінчиком, і виростають до 39 см завдовжки. Потилиця і боки шиї кремового кольору, груди лілово-мідні, а живіт і боки тулуба — пісочно-білі. У самиць верхня частина тіла каштаново-коричнева з чорними смугами на спині, нижня частина тіла світло-сіра. На голові від лоба до потилиці проходять дві темно-коричневі смуги, також від скроні по боках шиї проходить коричнева смуга, а над очима світло-сірі брови. В обох статей очі темно-карі, а ноги і дзьоб тілесного кольору у самиць і чорні у самця.

## Спосіб життя
У негніздовий період трапляється у змішаних зграях з астрильдовими і ткачиковими. Живиться насінням трав, яке збирає на землі. Рідше поїдає ягоди, дрібні плоди, квіти, комах.

## Розмноження
Сезон розмноження триває з травня по серпень. Гніздовий паразит. Підкладає свої яйця у гнізда астрильдів Pytilia melba. За сезон самиці відкладають 2-4 яйця. Пташенята вилуплюються приблизно через два тижні після відкладення: вони народжуються сліпими і немічними. Вони мають мітки на сторонах рота і горла, ідентичні тим, як у пташенят астрильдів, внаслідок чого їх не можна відрізнити. Пташенята ростуть разом з пташенятами прийомних птахів, слідуючи їхньому циклу росту. Вони залишають гніздо через три тижні після вилуплення, але незалежними стають до півторамісячного віку. Часто ці пташенята після досягнення зрілості залишаються у зграї своїх прийомних батьків.